# マシンロボ
マシンロボは、バンダイより展開されている玩具シリーズの名称。タカラトミーのトランスフォーマー同様、自動車や新幹線、戦闘機や猛獣などが人型ロボットに変形する商品をメインアイテムとして位置付けられている。

## 展開
シリーズが立ち上げられた1982年以降、度々の休止期間もはさみつつ以下の5期にわたって、断続的にシリーズが展開されている。

### 昭和第1期（1982年 - 1985年）
1980年、マシンロボの企画がスタートし、開発期間に1年以上を費やした。
1982年2月、ポピー（現・バンダイボーイズトイ事業部）よりマシンロボ 600シリーズが発売開始。600円という低価格ながらダイキャストやメッキ、クリアーパーツ、ゴムタイヤを多用した仕様が好評を呼び、玩具店の定番人気アイテムとなった。また、大型基地アイテムや巨大ロボといった600シリーズの連動玩具も多数発売された。
1983年、トンカ社を通じて『GOBOTS』（ゴーボッツ）の名でヨーロッパ圏へ海外輸出され、アニメ展開と並行してヒット商品となった。GOBOTSのオリジナル商品も多数存在する（詳細は後述）。またこれとは別に、同時期にスタジオぴえろによって制作された日本版「マシンロボ」プロモーションアニメも存在する。なお、プラモデルキットのうち、バイクロボとイーグルロボはそのオリジナルはバンダイ社製品ではなく今井化学製品の『機甲創世記モスピーダ』登場メカ群であり、商品にはタツノコプロ商標および作品名の"MOSPEADA"と今井科学が原型を担当した証明である"MODELED BY IMAI"の文言が明記されている。
徳間書店の児童向け雑誌『テレビランド』にて、SF形式のオリジナルストーリー「イオノイド戦士マシンロボ」を独占掲載。昭和第2期終盤まで続いた。このマシンロボとテレビランドの協力関係は、当時テレビランドのマシンロボ担当記者だった市川英子とバンダイの村上克司、東映の吉川進によって築かれた。

### 昭和第2期（1986年 - 1988年）
1986年7月、葦プロダクション制作によるマシンロボ初のテレビアニメシリーズ『マシンロボ クロノスの大逆襲』（テレビ東京系列）が放送開始。「DX超合金 分身合体闘士ゴーディアン」をリメイクした「MRC DXパイルフォーメイションセット バイカンフー」を中心に、大型アイテムが続出。600シリーズの販売も継続されたが、商品間での連動は希薄化した。
また、「バリガールX」は『太陽戦隊サンバルカン』に登場する巨大空母ジャガーバルカン、「タフトレーラー」と「プロトラックレーサー」は『超新星フラッシュマン』に登場する2号ロボ・フラッシュタイタンをそれぞれ仕様変更した物である。
アニメによる商品展開は翌1987年の『マシンロボ ぶっちぎりバトルハッカーズ』までで一段落となったが、一方でアニメシリーズは独自の人気を生み、人気キャラクター・レイナのスピンオフ作品として玩具とは無縁のOVA『レイナ剣狼伝説』シリーズ（1988年 - 1989年・全3作）、『ライトニングトラップ レイナ&ライカ』（1990年）が制作されるに至っている。
1988年には、昭和期としては最後となるミニカーサイズの瞬間変形玩具『ウイナーロボ』がシリーズ展開された。

### 平成第1期（1992年 - 2001年）
1992年12月、『CGロボ』シリーズが発売開始。マシンロボの名は冠されていないが、600シリーズのコンセプトをベースに発光・サウンドユニットを追加した、実質的リメイク玩具（名称は「Change & Glow Robot＝変形と発光能力を持ったロボット」の略）。旧マシンロボほどのブームは起こせず、翌1993年に販売終了した。
ヨーロッパでは、『ROBO MACHINES』のタイトルで600シリーズとCGロボの販売が行なわれた。
2001年には、約13年振りに『マシンロボ』の名を冠した商品としてカプセルトイ『マシンロボGP』（全5種）が発売。低価格（200円）・小サイズと低年齢層向けのため、変形ギミックは単純であった。

### 平成第2期（2002年 - 2019年）
2002年12月、『レスキュー合体シリーズ』発売。合体時の共通ジョイントを用いたリーダーロボを本体に手足のサポートロボを組み替えられるバリエーション「エクス合体」は、拡張性が高い有形ブロック玩具としての可能性を消費者に提案した。
2003年1月、レスキュー合体シリーズを主人公ロボとした約15年振りのテレビアニメシリーズ『出撃!マシンロボレスキュー』が放送開始。サンライズが制作を担当したが、園田英樹がシリーズ構成を担当したり、テレビ東京系列の水曜18時台前半という放送時間帯など、1980年代の葦プロ版マシンロボと共通する要素もあった。
レスキュー合体の他、回転寿司型玩具の流用である「大回転ベース」や大型トランスポーター3種などの連動玩具も発売。「ウイングライナーロボ」にはパワーアップ案が存在したが、セールスの不振によりキャンセルとなった。その代わり、シリーズ後半のフラッグアイテムとしてマシンコマンダーロボが販売された。
2003年12月、アニメ展開終了にともない『ムゲンバイン ムゲン合体シリーズ』が開始。その後「ムゲンベース合体シリーズ」「ムゲン三銃士」「ライドバイン」「ムゲンエンジン合体シリーズ」「ビルド合体シリーズ」、さらに食玩版ムゲンバインなどへ展開を拡大した。
2007年には『マシンロボ クロノスの大逆襲』のバイカンフーが超合金魂として発売された。2017年にはリニューアルバージョンとして再発売。
2008年、ボーイズトイ事業部・キャンディトイ事業部から継続販売されていた『ムゲンバイン』シリーズのパッケージから「マシンロボ」の表記が廃された。
マシンロボ生誕30周年にあたる2012年1月9日発売のキャンディトイ『マシンロボNEXT マグナムポリス』では4年ぶりにマシンロボレーベルが復活し、2013年まで展開。
2019年2月にはミニプラブランドとして『ミニプラ マシンロボデュエル』が発売。同年10月にはスーパーミニプラ バイカンフーがネット限定にて予約受付開始され、2020年2月に商品の発送が実施された。

### 令和期（2022年）
発売から40年を迎えた2022年6月、身のまわりのモノが”アリエナイ”組み合わせで変形・合体するロボ玩具『ユニトロボーン』の発売が発表された。同シリーズはマシンロボの系譜を継ぐオリジナル合体ロボシリーズであり、7月の商品発売に先駆けて日本おもちゃ大賞2022のアクション･トイ部門において優秀賞を受賞している。

## マシンロボ一覧（ムゲンバイン除く）
| IDナンバー                                               | 名前                                                  | 海外版名前                                                                                              |
| 初代マシンロボ（1982年 - 1986年）                        | 初代マシンロボ（1982年 - 1986年）                     | 初代マシンロボ（1982年 - 1986年）                                                                       |
| -------------------------------------------------------- | ----------------------------------------------------- | --- |
| MR-01                                                    | バイクロボ                                            | Cy-Kill（所属： チームレネゲイズ）                                                                      |
| MR-02                                                    | バトルロボ                                            | Tank（所属： チームレネゲイズ）                                                                         |
| MR-03                                                    | ブルージェットロボ                                    | Fitor（所属： チームレネゲイズ）                                                                        |
| MR-04                                                    | ジャイロロボ                                          | Cop-Tur（所属： チームレネゲイズ）                                                                      |
| MR-05                                                    | スチームロボ                                          | Loco（所属： チームレネゲイズ）                                                                         |
| MR-06                                                    | ハイウェイロボ                                        | |
| MR-07                                                    | スーパーカーロボ                                      | Turbo（所属： チームガーディアン）                                                                      |
| MR-08                                                    | バギーロボ                                            | BuggyMan（所属： チームレネゲイズ）                                                                     |
| MR-09                                                    | ダンプロボ                                            | Dumper（所属： チームガーディアン）                                                                     |
| MR-10                                                    | ファイアーロボ                                        | Pumper（所属： チームガーディアン）                                                                     |
| MR-11                                                    | ブルドーザーロボ                                      | Dozer（所属： チームガーディアン）                                                                      |
| MR-12                                                    | 新幹線ロボ                                            | |
| MR-13                                                    | パトカーロボ                                          | Hans-Cuff（所属： チームガーディアン）                                                                  |
| MR-14                                                    | シャトルロボ                                          | Spay-C（所属： チームガーディアン）                                                                     |
| MR-15                                                    | 救急ロボ                                              | Rest-Q（所属： チームガーディアン）                                                                     |
| MR-16                                                    | スクーターロボ                                        | Scooter（所属： チームガーディアン）                                                                    |
| MR-17                                                    | ロッドドリルロボ                                      | Screw Head（所属： チームレネゲイズ）                                                                   |
| MR-18                                                    | トレーラーロボ                                        | Road-Ranger（所属： チームガーディアン）                                                                |
| MR-19                                                    | ハリアーロボ                                          | Royal-T（所属： チームガーディアン）                                                                    |
| MR-20                                                    | ポルシェロボ                                          | Crasher（所属： チームレネゲイズ）                                                                      |
| MR-21                                                    | カウンタックロボ                                      | Spoiler（所属： チームレネゲイズ）                                                                      |
| MR-22                                                    | ニュー新幹線ロボ                                      | |
| MR-23                                                    | ミサイルタンクロボ                                    | Blaster（所属： チームガーディアン）                                                                    |
| MR-24                                                    | クレーンロボ                                          | Crain Brain（所属： チームレネゲイズ）                                                                  |
| MR-25                                                    | エフフィフティーンイーグルロボ                        | Leader-1（所属： チームガーディアン）                                                                   |
| MR-26                                                    | 清掃車ロボ                                            | Fly-Trap（所属： チームレネゲイズ）                                                                     |
| MR-27                                                    | 二階バスロボ                                          | |
| MR-28                                                    | ジープロボ                                            | Geeper-Creeper（所属： チームレネゲイズ）                                                               |
| MR-29                                                    | ユーフォーロボ                                        | Path-Finder（所属： チームガーディアン）                                                                |
| MR-30                                                    | 三輪バギーロボ                                        | |
| MR-31                                                    | セスナロボ                                            | Water-Walk（所属： チームレネゲイズ）                                                                   |
| MR-32                                                    | エフワンロボ                                          | Slicks（所属： チームレネゲイズ）                                                                       |
| MR-33                                                    | サブマリンロボ                                        | Dive-Dive（所属： チームガーディアン）                                                                  |
| MR-34                                                    | フォークリフトロボ                                    | Spoons（所属： チームレネゲイズ）                                                                       |
| MR-35                                                    | オフロードロボ                                        | Small-Foot（所属： チームガーディアン）                                                                 |
| MR-36                                                    | ミキサーロボ                                          | Block Head（所属： チームレネゲイズ）                                                                   |
| MR-37                                                    | ハーレーロボ                                          | Night-Ranger（所属： チームガーディアン）                                                               |
| MR-38                                                    | ミニクーパーロボ                                      | |
| MR-39                                                    | ゼロ戦ロボ                                            | Zero（所属： チームレネゲイズ）                                                                         |
| MR-40                                                    | カマンロボ                                            | Flip-Top（所属： チームガーディアン）                                                                   |
| MR-41                                                    | アパッチロボ                                          | Wrong-Way（所属： チームガーディアン）                                                                  |
| MR-42                                                    | スカイラインロボ                                      | Tail-Pipe（所属： チームガーディアン）                                                                  |
| MR-43                                                    | ホットロッドロボ                                      | Street Heat（所属： チームガーディアン）                                                                |
| MR-44                                                    | クラシックロボ                                        | Good Knight（所属： チームガーディアン）                                                                |
| MR-45                                                    | ブラックバードロボ                                    | Snoop（所属： チームレネゲイズ）                                                                        |
| MR-46                                                    | リムジンロボ（オリジナル） 霊柩車ロボ（ブラックVer.） | Tux（所属： チームレネゲイズ）                                                                          |
| MR-47                                                    | フェアチャイルドロボ                                  | Bad Boy（所属： チームレネゲイズ）                                                                      |
| MR-48                                                    | フェアレディロボ                                      | Major Mo（所属： チームガーディアン）                                                                   |
| MR-49                                                    | ファルコンロボ                                        | Heat Seeker（所属： チームガーディアン）                                                                |
| MR-50                                                    | バートルロボ                                          | Twin Spin（所属： チームレネゲイズ）                                                                    |
| MR-51                                                    | ファントムロボ                                        | Mach-3（所属： チームガーディアン）                                                                     |
| MR-52                                                    | トムキャットロボ                                      | Sky Jack（所属： チームレネゲイズ）                                                                     |
| MR-53                                                    | アポロロボ                                            | |
| MR-54                                                    | バトルシップロボ                                      | Man-O-War（所属： チームガーディアン）                                                                  |
| MR-B747                                                  | ジャンボジェットロボ                                  | |
| MR                                                       | エイブラムスロボ                                      | Treds（所属： チームガーディアン）                                                                      |
| MR                                                       | ロードローラーロボ                                    | Steamer（所属： チームガーディアン）                                                                    |
| MR                                                       | シティターボIIロボ                                    | |
| MR                                                       | CB1100Rロボ                                           | |
| MR                                                       | 複葉機ロボ                                            | |
| MR                                                       | エンタープライズロボ                                  | |
| MR                                                       | 冷凍車ロボ                                            | |
| MR                                                       | TGVロボ                                               | |
| MR                                                       | コンコルドロボ                                        | |
| MR                                                       | ホバークラフトロボ                                    | |
| MR-DX                                                    | マシンパズラー                                        | Puzzler（所属： チームレネゲイズ）                                                                      |
| MR-DX                                                    | ジェットパズラー                                      | |
| MR-DX                                                    | バトルアーマー5                                       | Courageous（所属： チームガーディアン）（オリジナル） Grungy（所属： チームレネゲイズ）（ブラックVer.） |
| MR-DX                                                    | ランドコマンダー5                                     | Nemesis（所属： チームレネゲイズ）（未発売）                                                            |
| MR-DX                                                    | ジェットギャリー                                      | |
| MR-DX                                                    | バトルベース                                          | Battle Base                                                                                             |
| MR-DX                                                    | コンバットバギー                                      | |
| MRDX-01                                                  | サイコロイド                                          | Psycho（所属： チームレネゲイズ）                                                                       |
| MRDX-02                                                  | フェアレディ・280Z                                    | Zeemon（所属： チームガーディアン）                                                                     |
| MRDX-03                                                  | ポルシェ・928S                                        | Herr Fiend（所属： チームレネゲイズ）                                                                   |
| MRDX-04                                                  | レオパルド・A4                                        | Destroyer（所属： チームレネゲイズ）                                                                    |
| MRDX-05                                                  | フォルクスワーゲン・1303Sビートル                     | Bug-Bite（所属： チームレネゲイズ）                                                                     |
| MRDX-06                                                  | サラディン・Mk.II                                     | Defendor（所属： チームガーディアン）                                                                   |
| MRDX-07                                                  | ポルシェ・930ターボ                                   | Baron Von Joy（所属： チームガーディアン）                                                              |
| BMR-01                                                   | ビッグバイクロボ                                      | Super Cy-Kill（所属： チームレネゲイズ）                                                                |
| BMR-02                                                   | ビッグイーグルロボ                                    | Super Leader-1（所属： チームガーディアン）                                                             |
| BMR-03                                                   | ビッグトレーラーロボ                                  | Staks（所属： チームガーディアン）                                                                      |
| BMR-04                                                   | ビッグジェットヘリロボ                                | Warpath（所属： チームレネゲイズ）                                                                      |
| BMR-05                                                   | ビッグシャトルロボ                                    | Super Spay-C（所属： チームガーディアン）                                                               |
| BMR-06                                                   | ビッグエイブラムスロボ                                | Super Treds（所属： チームガーディアン）                                                                |
| WMR-01                                                   | ジェットトランサー                                    | F-15 Jet and Transporter（所属： チームガーディアン）                                                   |
| WMR-02                                                   | ヘリタンサー                                          | Helicopter and Transporter（所属： チームガーディアン）                                                 |
| WMR-03                                                   | タンクトランサー                                      | Tank and Transporter（所属： チームガーディアン）                                                       |
| KR-01                                                    | カラテロボ                                            | |
| KR-02                                                    | ジュウドウロボ                                        | |
| KR-03                                                    | レスラーロボ                                          | |
| KR-04                                                    | ケンドーロボ                                          | |
| KR-05                                                    | ケンポーロボ                                          | |
| KR-06                                                    | ボクサーロボ                                          | |
| MRD-101                                                  | キャスモドン                                          | Vamp（所属： チームレネゲイズ）                                                                         |
| MRD-102                                                  | ファルゴス                                            | Pincher（所属： チームレネゲイズ）                                                                      |
| MRD-103                                                  | ザリオス                                              | Scorp（所属： チームレネゲイズ）                                                                        |
| MRD-104                                                  | ギルディス                                            | Creepy（所属： チームレネゲイズ）                                                                       |
| MRD-105                                                  | バルダス                                              | Bladez（所属： チームレネゲイズ）                                                                       |
|                                                          | 相撲ロボ                                              | |
|                                                          | 太極拳ロボ                                            | |
|                                                          | フットボールロボ                                      | |
|                                                          | ジャンボジェットギャリー                              | |
|                                                          | アニマルマシンロボ                                    | |
|                                                          | フォード・レンジャー                                  | Tork（所属： チームガーディアン）                                                                       |
|                                                          | ダットサン・トラック                                  | （所属： チームガーディアン）                                                                           |
|                                                          | ジェットヘリ                                          | Mr. Twister（所属： チームガーディアン）                                                                |
|                                                          | ホンダ・ATC                                           | Tri-Trak（所属： チームガーディアン）                                                                   |
|                                                          | トヨタ・ニューハイラックス4WD                         | （所属： チームガーディアン）                                                                           |
|                                                          | マシンロボ変身ボールペン                              | |
| マシンロボ クロノスの大逆襲（1986年 - 1987年）           |                                                       | |
| MRJ                                                      | バトルアーマー5                                       | Courageous（所属： チームガーディアン）（オリジナル） Grungy（所属： チームレネゲイズ）（ブラックVer.） |
| MRJ                                                      | トリプルジム                                          | |
| MRJ                                                      | バトルジャイラー                                      | Twister（所属： チームガーディアン）                                                                    |
| MRJ                                                      | ビッグイーグルロボ                                    | Super Leader-1（所属： チームガーディアン）                                                             |
| MRJ                                                      | ビッグジェットヘリロボ                                | Warpath（所属： チームレネゲイズ）                                                                      |
| MRJ                                                      | ビッグシャトルロボ                                    | Super Spay-C（所属： チームガーディアン）                                                               |
| MRJ-1                                                    | ブルージェットロボ                                    | Fitor（所属： チームレネゲイズ）                                                                        |
| MRJ-2                                                    | ファルコンロボ                                        | Heat Seeker（所属： チームガーディアン）                                                                |
| MRJ-3                                                    | アポロロボ                                            | Apollo（所属： チームガーディアン）                                                                     |
| MRJ-4                                                    | シャトルロボ                                          | Spay-C（所属： チームガーディアン）                                                                     |
| MRJ-5                                                    | ファントムロボ                                        | Mach-3（所属： チームガーディアン）                                                                     |
| MRJ-6                                                    | ブラックバードロボ                                    | Snoop（所属： チームレネゲイズ）                                                                        |
| MRJ-7                                                    | エフフィフティーンイーグルロボ                        | Leader-1（所属： チームガーディアン）                                                                   |
| MRJ-8                                                    | セスナロボ                                            | Water-Walk（所属： チームレネゲイズ）                                                                   |
| MRJW-1                                                   | ジェットトランサー                                    | （所属： チームガーディアン）                                                                           |
| MRJW-2                                                   | ヘリタンサー                                          | （所属： チームガーディアン）                                                                           |
| MRJW-3                                                   | ドリルヘリ                                            | （所属： チームガーディアン）                                                                           |
| MRJW-4                                                   | ダブルジェット                                        | （所属： チームガーディアン）                                                                           |
| MRB                                                      | マシンパズラー                                        | Puzzler（所属： チームレネゲイズ）                                                                      |
| MRB                                                      | バトランサー                                          | Tork（所属： チームガーディアン）                                                                       |
| MRB                                                      | ランドファイター                                      | Tri-Trak（所属： チームガーディアン）                                                                   |
| MRB                                                      | ランドコマンダー5                                     | Nemesis（所属： チームレネゲイズ）（未発売）                                                            |
| MRB                                                      | コンバットバギー                                      | |
| MRB                                                      | タフトレーラー                                        | |
| MRB                                                      | プロトラックレーサー                                  | |
| MRB                                                      | バトルシップ                                          | |
| MRB                                                      | マシンロボ大型基地                                    | |
| MRB                                                      | ビッグトレーラーロボ                                  | Staks（所属： チームガーディアン）                                                                      |
| MRB                                                      | ビッグバイクロボ                                      | Super Cy-Kill（所属： チームレネゲイズ）                                                                |
| MRB-1                                                    | ロッドドリルロボ                                      | Screw Head（所属： チームレネゲイズ）                                                                   |
| MRB-2                                                    | パトカーロボ                                          | Hans-Cuff（所属： チームガーディアン）                                                                  |
| MRB-3                                                    | スカイラインロボ                                      | Tail-Pipe（所属： チームガーディアン）                                                                  |
| MRB-4                                                    | ミサイルタンクロボ                                    | Blaster（所属： チームガーディアン）                                                                    |
| MRB-5                                                    | スチームロボ                                          | Mr. Loco（所属： チームレネゲイズ）                                                                     |
| MRB-6                                                    | バギーロボ                                            | Buggy Man（所属： チームレネゲイズ）                                                                    |
| MRB-7                                                    | 救急ロボ                                              | Rest-Q（所属： チームガーディアン）                                                                     |
| MRB-8                                                    | ポルシェロボ                                          | Crasher（所属： チームレネゲイズ）                                                                      |
| MRB-9                                                    | カウンタックロボ                                      | Spoiler（所属： チームレネゲイズ）                                                                      |
| MRB-10                                                   | ジープロボ                                            | Geeper-Creeper（所属： チームレネゲイズ）                                                               |
| MRB-11                                                   | スーパーカーロボ                                      | Turbo（所属： チームガーディアン）                                                                      |
| MRB-12                                                   | バイクロボ                                            | Cy-Kill（所属： チームレネゲイズ）                                                                      |
| MRB-13                                                   | バトルロボ                                            | Mr. Tank（所属： チームレネゲイズ）                                                                     |
| MRB-14                                                   | ハーレーロボ                                          | Night-Ranger（所属： チームガーディアン）                                                               |
| MRB-15                                                   | ファイヤーロボ                                        | Mr. Pumper（所属： チームガーディアン）                                                                 |
| MRB-16                                                   | ニュー新幹線ロボ                                      | |
| MRB-17                                                   | バトルシップロボ                                      | Man-O-War（所属： チームガーディアン）                                                                  |
| MRBW-1                                                   | タンクトランサー                                      | （所属： チームガーディアン）                                                                           |
| MRBW-2                                                   | サイドランサー                                        | （所属： チームガーディアン）                                                                           |
| MRC                                                      | バイカンフー                                          | |
| MRC                                                      | バトルベース                                          | |
| MRC-1                                                    | カラテロボ                                            | |
| MRC-2                                                    | ジュウドウロボ                                        | |
| MRC-3                                                    | レスラーロボ                                          | |
| MRC-4                                                    | ケンドーロボ                                          | |
| MRC-5                                                    | ケンポーロボ                                          | |
| MRC-6                                                    | ボクサーロボ                                          | |
| MRR                                                      | ロックドン                                            | Spikestone（所属： チームレネゲイズ）                                                                   |
| MRR                                                      | ロックギラン                                          | Terra-Roc（所属： チームレネゲイズ）                                                                    |
| MRR                                                      | ロックコマンダー                                      | Stone Wing（所属： チームガーディアン）                                                                 |
| MRR-1                                                    | バトルロック                                          | Boulder（所属： チームガーディアン）                                                                    |
| MRR-2                                                    | メカロック                                            | Nuggit（所属： チームガーディアン）                                                                     |
| MRR-3                                                    | ガッツロック                                          | Granite（所属： チームガーディアン）                                                                    |
| MRR-4                                                    | マスクロック                                          | Marbles（所属： チームガーディアン）                                                                    |
| MRR-5                                                    | マグナロック                                          | Slimestone（所属： チームレネゲイズ）                                                                   |
| MRR-6                                                    | クロスロック                                          | Crackpot（所属： チームガーディアン）                                                                   |
| MRR-7                                                    | ダイヤマン                                            | Solitare（所属： チームガーディアン）                                                                   |
| MRR-8                                                    | ルビーマン                                            | Flamestone（所属： チームガーディアン）                                                                 |
| MRR-9                                                    | アンバーマン                                          | Sunstone（所属： チームガーディアン）                                                                   |
| BH-01                                                    | パワーライザー                                        | |
| MRBH-1                                                   | ホットロッドジョー                                    | |
| MRBH-2                                                   | エフワンジャック                                      | |
| MRG                                                      | デビルサターン6                                       | Monsterous（所属： チームレネゲイズ）                                                                   |
| MRG                                                      | バリガールX                                           | |
| MRGD-1                                                   | キャスモドン                                          | Vamp（所属： チームレネゲイズ）                                                                         |
| MRGD-2                                                   | ファルゴス                                            | Pincher（所属： チームレネゲイズ）                                                                      |
| MRGD-3                                                   | ザリオス                                              | Scorp（所属： チームレネゲイズ）                                                                        |
| MRGD-4                                                   | ギルディス                                            | Creepy（所属： チームレネゲイズ）                                                                       |
| MRGD-5                                                   | バルダス                                              | Bladez（所属： チームレネゲイズ）                                                                       |
| MRGR-1                                                   | デビルロック                                          | Magmar（所属： チームレネゲイズ）                                                                       |
| MRGR-2                                                   | ガイガーロック                                        | Tombstone（所属： チームレネゲイズ）                                                                    |
| MRGR-3                                                   | ダブルロック                                          | Sticks'n Stones（所属： チームレネゲイズ）                                                              |
| MRGR-4                                                   | アマゾンロック                                        | Stoneheart（所属： チームレネゲイズ）                                                                   |
| MRGR-5                                                   | ブラッディロック                                      | Brimstone（所属： チームレネゲイズ）                                                                    |
| MRGR-6                                                   | サンドロック                                          | Pulver-Eyes（所属： チームガーディアン）                                                                |
|                                                          | バトルフレックス                                      | Flex |
|                                                          | イーグルショット                                      | |
|                                                          | ランドジャイアント32                                  | Giant Command 32                                                                                        |
| マシンロボ ぶっちぎりバトルハッカーズ（1987年 - 1988年） |                                                       | |
| MRB                                                      | プロトラックレーサー                                  | |
| BH-01                                                    | パワーライザー                                        | |
| BH-02                                                    | マッハブラスター                                      | |
| BH-03                                                    | ドリルクラッシャー                                    | |
| BH-04                                                    | ガッタイザウラー                                      | Fossilsaurus（所属： チームガーディアン）（未発売）                                                     |
| BH-05                                                    | アールジェタン                                        | |
| BH-06                                                    | ジェットライザー                                      | |
| BH-07                                                    | バトルライザー                                        | |
| MRBH-1                                                   | ホットロッドジョー                                    | |
| MRBH-2                                                   | エフワンジャック                                      | |
| MRBH-3                                                   | バギーウルフ                                          | |
| MRBH-4                                                   | ドラッグサム                                          | |
| MRBH-5                                                   | ロータリーキッド                                      | |
| MRBH-6                                                   | ツインカムジミー                                      | |
| MRBH-7                                                   | ガルザック                                            | |
| W-01                                                     | テスタロッサウィナー                                  | |
| W-02                                                     | トラックウイナー                                      | |
| W-03                                                     | ポリスウイナー                                        | |
| W-04                                                     | バギーウイナー                                        | |
| W-05                                                     | エフワンウイナー                                      | |
| W-06                                                     | イーグルウィナー                                      | |
| W-07                                                     | ファイアーウイナー                                    | |
| W-08                                                     | ポルシェウイナー                                      | |
| W-09                                                     | ハイラックスウイナー                                  | |
| W                                                        | ドリルウイナー                                        | |
| W                                                        | トレーンウイナー                                      | |
| MRJ-1                                                    | ブルージェットロボ                                    | Fitor（所属： チームレネゲイズ）                                                                        |
| MRJ-4                                                    | シャトルロボ                                          | Spay-C（所属： チームガーディアン）                                                                     |
| MRJ-7                                                    | エフフィフティーンイーグルロボ                        | Leader-1（所属： チームガーディアン）                                                                   |
| MRB-1                                                    | ロッドドリルロボ                                      | Screw Head（所属： チームレネゲイズ）                                                                   |
| MRC-1                                                    | カラテロボ                                            | |
| MRC-2                                                    | ジュウドウロボ                                        | |
| MRC-3                                                    | レスラーロボ                                          | |
| MRC-4                                                    | ケンドーロボ                                          | |
| MRC-5                                                    | ケンポーロボ                                          | |
| MRC-6                                                    | ボクサーロボ                                          | |
| MRR-7                                                    | ダイヤマン                                            | Solitare（所属： チームガーディアン）                                                                   |
| MRR-8                                                    | ルビーマン                                            | Flamestone（所属： チームガーディアン）                                                                 |
| MRR-9                                                    | アンバーマン                                          | Sunstone（所属： チームガーディアン）                                                                   |
| MRG                                                      | デビルサターン6                                       | Monsterous（所属： チームレネゲイズ）                                                                   |
| MRGD-1                                                   | キャスモドン                                          | Vamp（所属： チームレネゲイズ）                                                                         |
| MRGD-2                                                   | ファルゴス                                            | Pincher（所属： チームレネゲイズ）                                                                      |
| MRGD-3                                                   | ザリオス                                              | Scorp（所属： チームレネゲイズ）                                                                        |
| MRGD-4                                                   | ギルディス                                            | Creepy（所属： チームレネゲイズ）                                                                       |
| MRGD-5                                                   | バルダス                                              | Bladez（所属： チームレネゲイズ）                                                                       |
| ウイナーロボ（1988年）                                   |                                                       | |
| W-01                                                     | テスタロッサウィナー                                  | |
| W-02                                                     | トラックウイナー                                      | |
| W-03                                                     | ポリスウイナー                                        | |
| W-04                                                     | バギーウイナー                                        | |
| W-05                                                     | エフワンウイナー                                      | |
| W-06                                                     | イーグルウィナー                                      | |
| W-07                                                     | ファイアーウイナー                                    | |
| W-08                                                     | ポルシェウイナー                                      | |
| CGロボ（1993年）                                         |                                                       | |
| CG-01                                                    | パトカーシージー                                      | Chaser                                                                                                  |
| CG-02                                                    | ファイアーシージー                                    | Fire Chief                                                                                              |
| CG-03                                                    | レスキューシージー                                    | S.O.S.                                                                                                  |
| CG-04                                                    | キャリアシージー                                      | Mega Truck                                                                                              |
| CG-05                                                    | ヨンクシージー                                        | Rough Rider                                                                                             |
| CG-06                                                    | スパイシージー                                        | |
| CG-07                                                    | アーマーシージー                                      | |
| CG-08                                                    | のぞみシージー                                        | |
| CG-09                                                    | ダンプシージー                                        | |
| CG-10                                                    | クレーンシージー                                      | |
| CG-11                                                    | シャベルシージー                                      | |
| CG-12                                                    | つばさシージー                                        | |
| CG-13                                                    | ドーザーシージー                                      | |
| CG-14                                                    | シャトルシージー                                      | |
| CG                                                       | スチームシージー                                      | |
| CG                                                       | ドリルシージー                                        | |
| マシンロボGP（2002年）                                   |                                                       | |
| MRGP-01                                                  | ポリスロボ                                            | |
| MRGP-02                                                  | ファイヤーロボ                                        | |
| MRGP-03                                                  | 救急ロボ                                              | |
| MRGP-04                                                  | 4WDロボ                                               | |
| MRGP-05                                                  | 500系のぞみロボ                                       | |
| 出撃!マシンロボレスキュー（2003年）                      |                                                       | |
| 01                                                       | ハイパージェットリーダーロボ                          | （所属： チームガーディアン）                                                                           |
| 02                                                       | ハイパーポリスリーダーロボ                            | （所属： チームガーディアン）                                                                           |
| 03                                                       | ハイパードリルリーダーロボ                            | （所属： チームガーディアン）                                                                           |
| 04                                                       | ハイパーファイヤーリーダーロボ                        | （所属： チームガーディアン）                                                                           |
| 05                                                       | ハイパージャイロリーダーロボ                          | （所属： チームガーディアン）                                                                           |
| 06                                                       | ハイパーサブマリンリーダーロボ                        | （所属： チームガーディアン）                                                                           |
| 07                                                       | ハイパーシャトルジェットリーダーロボ                  | （所属： チームガーディアン）                                                                           |
| 08                                                       | ハイパーステルスリーダーロボ                          | （所属： チームレネゲイズ）                                                                             |
| 09                                                       | BLハイパーファイヤーリーダーロボ                      | （所属： チームレネゲイズ）                                                                             |
| 10                                                       | BLハイパーポリスリーダーロボ                          | （所属： チームレネゲイズ）                                                                             |
| 11                                                       | BLハイパードリルリーダーロボ                          | （所属： チームレネゲイズ）                                                                             |
| 12                                                       | ハイパーVステルスリーダーロボ                         | （所属： チームガーディアン）                                                                           |
|                                                          | DXウイングライナートランスポーターロボ                | （所属： チームガーディアン）                                                                           |
|                                                          | DXサイレンギャリートランスポーターロボ                | （所属： チームガーディアン）                                                                           |
|                                                          | DXギアダンプトランスポーターロボ                      | （所属： チームガーディアン）                                                                           |
|                                                          | DXマシンコマンダートランスポーターロボ                | （所属： チームガーディアン）                                                                           |
|                                                          | 大回転ベース                                          | （所属： チームガーディアン）                                                                           |
|                                                          | ケーボーイ                                            | （所属： チームガーディアン）                                                                           |

## アニメ作品
- マシンロボ クロノスの大逆襲（1986年7月 - 1987年5月・全47話）（アニメーション制作： 葦プロダクション）
- マシンロボ ぶっちぎりバトルハッカーズ（1987年6月 - 1987年12月・全31話）（アニメーション制作： 葦プロダクション）
- 出撃!マシンロボレスキュー（2003年1月 - 2004年1月・全53話）（アニメーション制作： サンライズ）

## 雑誌展開
- 徳間書店「テレビランド」 - 『マシンロボ 600』『ウイナーロボ』
- 小学館「てれびくん」 - 『マシンロボ クロノスの大逆襲』『マシンロボ ぶっちぎりバトルハッカーズ』『出撃!マシンロボレスキュー』
- 講談社「テレビマガジン」 - 『CGロボ』『出撃!マシンロボレスキュー』

## 玩具のみの展開
- マシンロボ 600シリーズ ※後に『クロノスの大逆襲』『バトルハッカーズ』にも登場
- CGロボ
- マシンロボ ムゲンバインシリーズ ※『出撃!マシンロボレスキュー』テレビ版最終話（未ソフト化）にゲスト登場
- ムゲンバインビルド合体シリーズ

## 玩具CMナレーション
- 蟹江栄司（初期CM）
- 玄田哲章（中期、CGロボ）
- 柴田秀勝（マシンロボ クロノスの大逆襲編）
- 井上和彦（バイカンフー編）
- 戸谷公次（マシンロボ ぶっちぎりバトルハッカーズ編）

## 北米展開「GOBOTS」
1983年、アメリカのトンカ社はマシンロボを輸入する際、名称を「GOBOTS」に変更すると同時に各商品に固有のキャラクター名を与え、正義のチームガーディアンと悪のチームレネゲイズに分割し、独自の世界観を構成した。1984年にはハンナ・バーベラ社の制作によるテレビアニメが『Challenge of the GoBots』のタイトルで放送され、1986年には『GoBots: Battle of the Rock Lords』のタイトルで映画化もされた。これらは後の日本版『クロノスの大逆襲』との関連性はないが、フランスなどでは連続して放送された。さらに、GOBOTSオリジナルの商品も発売されていた。なお、前述の通り、バンダイ製品以外に今井科学の『モスピーダ』製品が本作品のプラモデルに転用されているものが2点ある。
こうした商品展開の経緯はトランスフォーマーとほぼ一致している。1986年までで展開は終了したものの、アメリカでの知名度は現在も高く、1991年にトンカ社がハズブロ社に吸収された後も「GOBOTS」はトランスフォーマーのグループ名としてたびたび使用されているほか、2000年代以降のトランスフォーマーのコミック・玩具展開ではトンカ版「GOBOTS」のキャラクターを強く意識したデザインや名称が登場している。